# Fever Dream (conto)

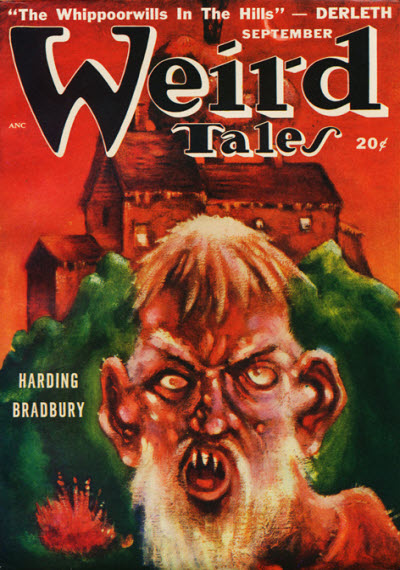
"Fever Dream" foi publicado originalmente na edição de setembro de 1948 da Weird Tales

"Fever Dream" é um conto escrito por Ray Bradbury em 1948 para a Weird Tales. Aborda os problemas e angústias sofridas por adolescentes decorrentes das mudanças corporais, sob uma luz um tanto gótica.

## Resumo do enredo
O conto narra a história de Charles, um menino de quinze anos que está sofrendo de uma doença grave. O médico local dá o diagnóstico de escarlatina, mas Charles queixa-se que sua mão "mudou" e não está mais sob seu controle. Ele afirma ter sido infectado por micróbios que não estão apenas lhe causando a doença, mas literalmente tomando conta de seu corpo e formando um novo ser. O médico, todavia, garante aos pais de Charles que tudo isso é sua imaginação - um sonho febril causado pela doença.
Charles continua a perder o controle de seu corpo - primeiro de sua outra mão, depois de suas pernas - mas o médico continua a assegurar-lhe o contrário e lhe dá antibióticos para tratar seus sintomas. Depois que Charles tenta asfixiar-se, ele é preso a cama por seus pais. Uma noite, Charles começa a perder o controle total de seu corpo e sente-se tomado pelos micróbios.
Na manhã seguinte, Charles aparenta estar totalmente recuperado. Ele é dito completamente saudável pelo médico atônito, cuja mão Charles aperta com vigor. Entretanto, depois que o médico vai embora, Charles passa o pé em um enxame de formigas vermelhas no chão da carruagem, matando-as com o contato. Parece que ele foi, de fato, dominado pelos micróbios em seu corpo.

## Temas e interpretação
A história também trata de temas como medos infantis de isolamento e desconfiança dos adultos. O médico continua a caçoar de sua doença, e os pais de Charles pouco fazem para ajudar sua situação, e possivelmente a agravam. O medo de não ser levado a sério pelos adultos é uma preocupação comum das crianças; as crianças, de muitas maneiras, dependem dos cuidados dos adultos, pois são incapazes de cuidar a si mesmas.
Uma interpretação literal da história nos leva a acreditar que Charles foi, literalmente, transformado em uma doença ambulante que pode matar outros seres vivos os quais entrar em contato. No entanto, a maneira como a história é escrita a deixa aberta à interpretação. Uma possibilidade é  que a história toda tenha sido constituída de sonhos febris ou alucinações de Charles, ou que a doença que Charles sofria desencadeou um distúrbio neuropsiquiátrico latente - como a síndrome da mão alienígena, que faz com que sua mão comporte-se de maneira independente ao resto do corpo. Contudo, as passagens finais, após a recuperação de Charles, sugerem fortemente que Bradbury, de fato, pretendia sua interpretação literal.